# 特羅波耶區
特罗波亚區是阿爾巴尼亞的36个旧区之一，这些区份在2000年7月全部撤销，并由新成立的12个州份取代。该区面积为1,043平方公里，人口数量为28,154人（2001年）。该区位于阿尔巴尼亚北部，区府为巴依拉姆·楚里城。该区的范围为现今的庫克斯州的特羅波亞市镇。